# Mark Mampassi
Mark Rene Mampassi (in russo Марк Рене Мампасси?; in ucraino Марк Рене Мампассі?; Donec'k, 12 marzo 2003) è un calciatore ucraino naturalizzato russo, difensore della Lokomotiv Mosca.

## Biografia
Nato a Donec'k, ha origini congolesi. Possiede altresì la cittadinanza russa ed è stato registrato come calciatore non straniero nella Prem'er-Liga russa.

## Caratteristiche tecniche
È un difensore centrale.

## Carriera

### Club
Cresciuto nel settore giovanile dello Šachtar, squadra della sua città natale, riesce a debuttare solo nella squadra riserve. Nel febbraio del 2021 viene ceduto in prestito al Mariupol' ed esordisce in Prem"jer-liha il 6 marzo 2021 contro il Vorskla subentrando nel primo tempo a Maksym Čech.
Il 17 dicembre 2021 firma un contratto quinquennale coi russi della Lokomotiv Mosca. Il 3 marzo esordisce in competizioni ufficiali, giocando la partita di Coppa di Russia contro l'Enisej. Debutta in campionato tre giorni dopo nel match contro il CSKA Mosca.

### Nazionale
Nato in Ucraina da genitori congolesi, vanta 15 presenze con le rappresentative giovanili ucraine Under-17 e Under-19.

## Statistiche

### Presenze e reti nei club
Statistiche aggiornate al 12 ottobre 2023.
| Stagione               | Squadra                | Campionato             | Campionato | Campionato | Coppe nazionali | Coppe nazionali | Coppe nazionali | Coppe continentali | Coppe continentali | Coppe continentali | Altre coppe | Altre coppe | Altre coppe | Totale | Totale |
| Stagione               | Squadra                | Comp                   | Pres       | Reti       | Comp            | Pres            | Reti            | Comp               | Pres               | Reti               | Comp        | Pres        | Reti        | Pres   | Reti   |
| ---------------------- | ---------------------- | ---------------------- | ---------- | ---------- | --------------- | --------------- | --------------- | ------------------ | ------------------ | ------------------ | ----------- | ----------- | ----------- | ------ | ------ |
| gen.-mag. 2021         | Mariupol'              | PL                     | 6          | 0          | KU              | -               | -               |                    | -                  | -                  |             | -           | -           | 6      | 0      |
| lug.-dic. 2021         | Mariupol'              | PL                     | 15         | 0          | KU              | 1               | 0               |                    | -                  | -                  |             | -           | -           | 16     | 0      |
| Totale Mariupol'       | Totale Mariupol'       | Totale Mariupol'       | 21         | 0          |                 | 1               | 0               |                    | -                  | -                  |             | -           | -           | 22     | 0      |
| gen.-mag. 2022         | Lokomotiv Mosca        | PL                     | 11         | 0          | CR              | 1               | 0               | UEL                | -                  | -                  | SR          | -           | -           | 12     | 0      |
| lug.-dic. 2022         | Lokomotiv Mosca        | PL                     | 7          | 0          | CR              | 2               | 0               |                    | -                  | -                  |             | -           | -           | 9      | 0      |
| Totale Lokomotiv Mosca | Totale Lokomotiv Mosca | Totale Lokomotiv Mosca | 18         | 0          |                 | 3               | 0               |                    | 0                  | 0                  |             | 0           | 0           | 21     | 0      |
| feb.-mag. 2023         | Antalyaspor            | SL                     | 0          | 0          | TK              | -               | -               |                    | -                  | -                  |             | -           | -           | 0      | 0      |
| set. 2023-2024         | Kortrijk               | PL                     | 4          | 0          | CB              | -               | -               |                    | -                  | -                  |             | -           | -           | 4      | 0      |
| Totale carriera        | Totale carriera        | Totale carriera        | 43         | 0          |                 | 4               | 0               |                    | -                  | -                  |             | -           | -           | 47     | 0      |